# Erica glandulipila
Erica glandulipila är en ljungväxtart som beskrevs av Robert Harold Compton. Erica glandulipila ingår i släktet klockljungssläktet, och familjen ljungväxter. Inga underarter finns listade i Catalogue of Life.